# Morsø Nørre Herred
Morsø Nørre Herred er et herred på øen Mors i det tidligere Thisted Amt, nuværende Region Nordjylland .

## Kommuner
Herredet bestod af syv kommuner indtil kommunalreformen i 1970, hvor disse lagdes under Morsø Kommune:
- Sejerslev-Ejerslev-Jørsby
- Galtrup-Øster Jølby
- Flade-Sønder Dråby
- Alsted-Bjergby
- Tødsø-Erslev
- Dragstrup-Skallerup
- Solbjerg-Sundby

## Sogne
Herredet bestod således af følgende sogne:
- Alsted
- Bjergby
- Dragstrup
- Ejerslev
- Erslev
- Flade
- Galtrup
- Jørsby
- Sejerslev
- Skallerup
- Solbjerg
- Sundby
- Sønder Dråby
- Tødsø
- Øster Jølby